# Maximilian Ulbrich
Maximilian Ulbrich (* 27. November 2000 in Starnberg) ist ein deutscher Sportschütze. Er ist dreifacher Europameister mit dem Luftgewehr.

## Werdegang
Maximilian Ulbrich hatte in seiner Jugendzeit einige Erfolge wie 2018 den 1. Platz bei den Deutschen Meisterschaften im 10-m-Luftgewehr-Schießen der Junioren, sowie den 6. Platz bei den Olympischen Jugend-Sommerspielen 2018 in Buenos Aires. 2019 erzielte er jeweils eine Silber-Medaille beim ISSF Junioren World Cup 2019 in Suhl in den Disziplinen 10 m Luftgewehr und 10 m Luftgewehr Mixed.
Danach wurde es etwas still um Ulbrich, der als Polizist bei der Spitzensportfördergruppe der Bayerischen Polizei weitertrainierte. Mit seinem neuen Trainer Wolfram Waibel kam Ulbrich wieder zurück in die Erfolgsspur und wurde 2023 Luftgewehr-Europameister, obwohl er sich wenige Tage vor dem Wettkampf sein linkes Handgelenk gebrochen hatte. 2024 folgte ein 1. Platz bei der Druckluft-EM in  Győr mit seiner Sportschützenkollegin Anna Janßen sowie eine Silber-Medaille bei den Europaspielen in Breslau.
Bei den Olympischen Spielen konnte sich Ulbrich – wieder mit Anna Janßen – für das Mixed-Bronzematch qualifizieren. Dort unterlagen sie dem kasachischem Duo Alexandra Le und Islam Sätbajew nach 60 Schüssen mit 1,1 Punkten 630,8 zu 629,7 Ringen und belegten damit den vierten Platz.